# Музей античної скульптури Джованні Баракко
Музей античної скульптури Джованні Баракко  (італ. Il Museo di scultura antica Giovanni Barracco) — музей зі збірками античної скульптури у місті Рим.

## Дещо про Джованні Баракко

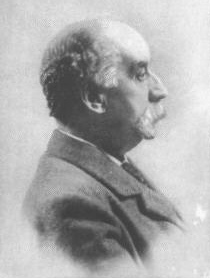
Фотопортрет Дж. Баракко в похилому віці

Джованні Баракко прибув у центральну Італію з Калабрії. Ще у молоді роки він зацікавився старовинними історичними мовами та античною культурою. Доля звела його з археологом Джузеппе Фйореллі, що розкривав від попелу античне місто Помпеї. Джузеппе Фйореллі водночас був на той час директором Національного археологічного музею у Неаполі. Все це сприяло зацікавленню у Джованні Баракко у вивченні античних решток на оригіналах, до того ж у 19 столітті археологічні рештки з Помпей та інших місць розкопок не коштували фантастично великих коштів.
Життя барона Джованні Баракко припало на драматичні роки об'єднання дрібних італійських князівств у єдину державу. Він працював у місті Турин, де діяв перший буржуазний парламент поєднаного італійського королівства. Отримані кошти він почав витрачати на придбання археологічних артефактів. Хоча його цікавили у першу чергу давньоримські речі і твори етрусків, згодом він зацікавився археологічними знахідками з Месопотамії, Стародавнього Єгипту тощо. Часові межі його приватної колекції таким чином розширилися. Якщо він натрапляв на цікаві пам'ятки європейського середньовіччя, він купував і їх. Так його приватна колекція отримала барвистий, еклектичний характер. Його колекція не могла бути надто великою, але на окремих пам'ятках різних культур і цивілізацій давала підстави для порівняльних аналізів.
У 1870 перебрався у Рим, який зробили столицею Італійського королівства.

## Історія
У 1904 передав власну приватну колекцію у подарунок місту Рим. За цей подарунок уряд міста  Рим надав йому звання почесного громадянина міста. Музейний заклад під назвою музей старовинної скульптури був розроблений архітектором Гаетано Кохом. Архітектор і барон Джованні Баракко були знайомі з періоду, коли архітектор облаштовував споруду парламента у Римі по переїзду того з Турина.
Джованні Баракко відслідковував усі етапи створення проекту і його реалізації. В новому музеї навпроти церкви Сан Джованні Деї Фйорентіні вперше в музейному приміщенні створили опалення та завеликі для музею вікна, аби було вдосталь світла. Частка найцікавіших експонатів мала поворотку основу, щоби надати можливість огляду з усіх боків. В останні роки життя барон оселився в музеї, передавши туди і власну приватну бібліотеку.
В роки фашистського уряду у Італії Музей старовинної скульптури постраждав. 1938 року його поруйнували під час реконструкції вулиці Віктора Еммануїла II. 1943 року Людвиг Поллак, що очолював музей, був заарештований і запроторений у гестапо. Колекції музею згодом передали у сховища Капітолійських музеїв.
Відновлення музею відбулося в 1948, коли для його облаштування віддали старовинну споруду. Це був палацик, вибудований в 1523 для прелата Томаса Регіса. Декор фасаду приписують архітекторові Антоніо да Сангалло молодшому. З 1671 року маєток перейшов у майно Сільвестрі. 1885 року палацик став майном міста Рим. Незважаючи на перебудови і реконструкції, споруду палацика в 1523 побудови врятували і віддали під музей.
Рим надто старе місто з декількома нашаруваннями ґрунтів різних епох. Під час розкопок 1899 року на глибині чотирьох метрів від сучасної поверхні були знайдені рештки ще античного будинку з двориком і колишнім фонтаном, підлогу з білим мармуром та фрагментами мозаїк в декотрих приміщеннях, залишки перистиля.  Після проведених розкопок були зміцнені фундаменти старовинного палацика, відомого як Мала Фарнезіна (Piccola Farnesina).

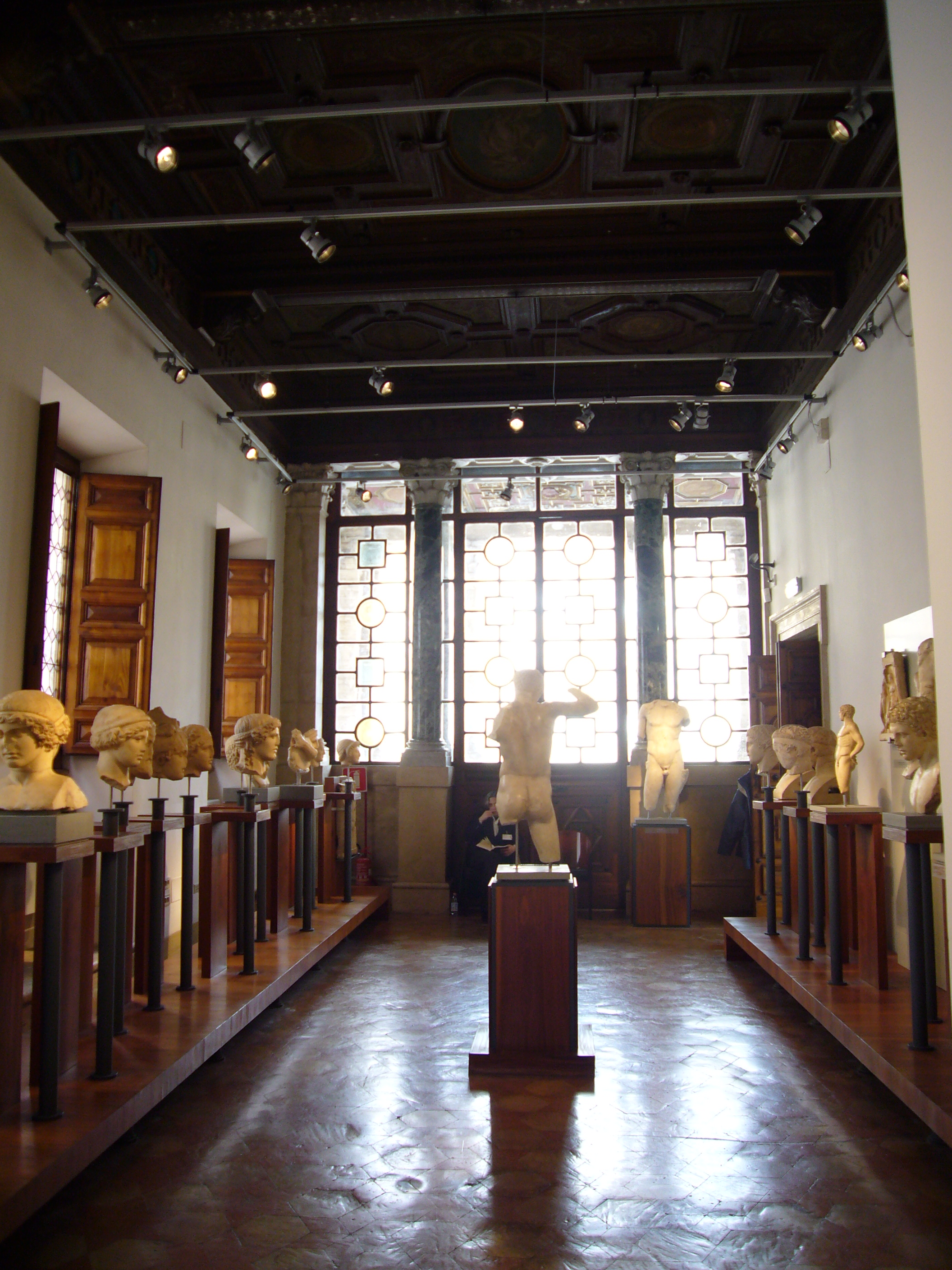
Зала грецьких оригіналів і римських копій з грецьких оригіналів
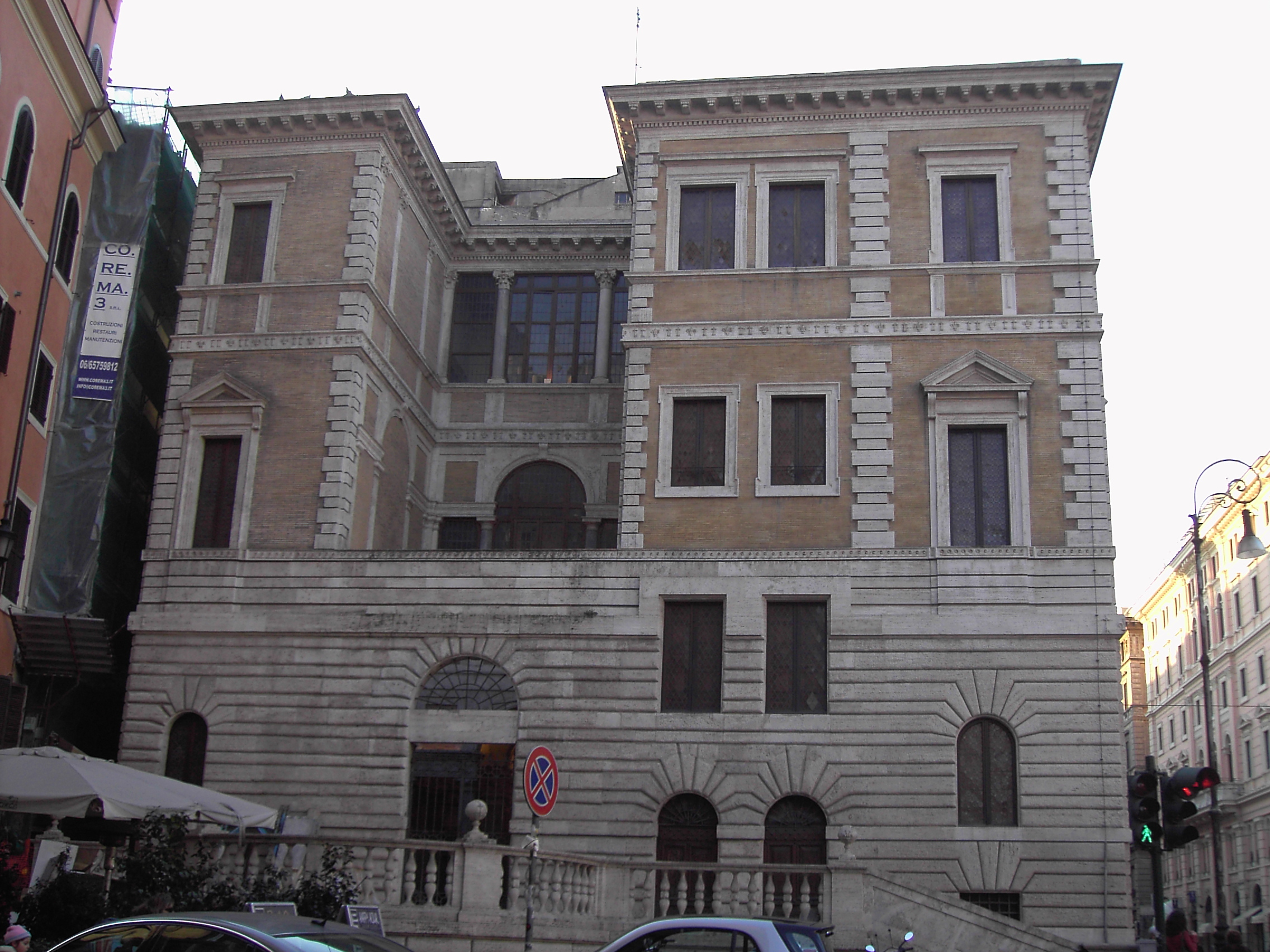
Палаццо Мала Фарнезіна, домівка музею античної скульптури Баракко
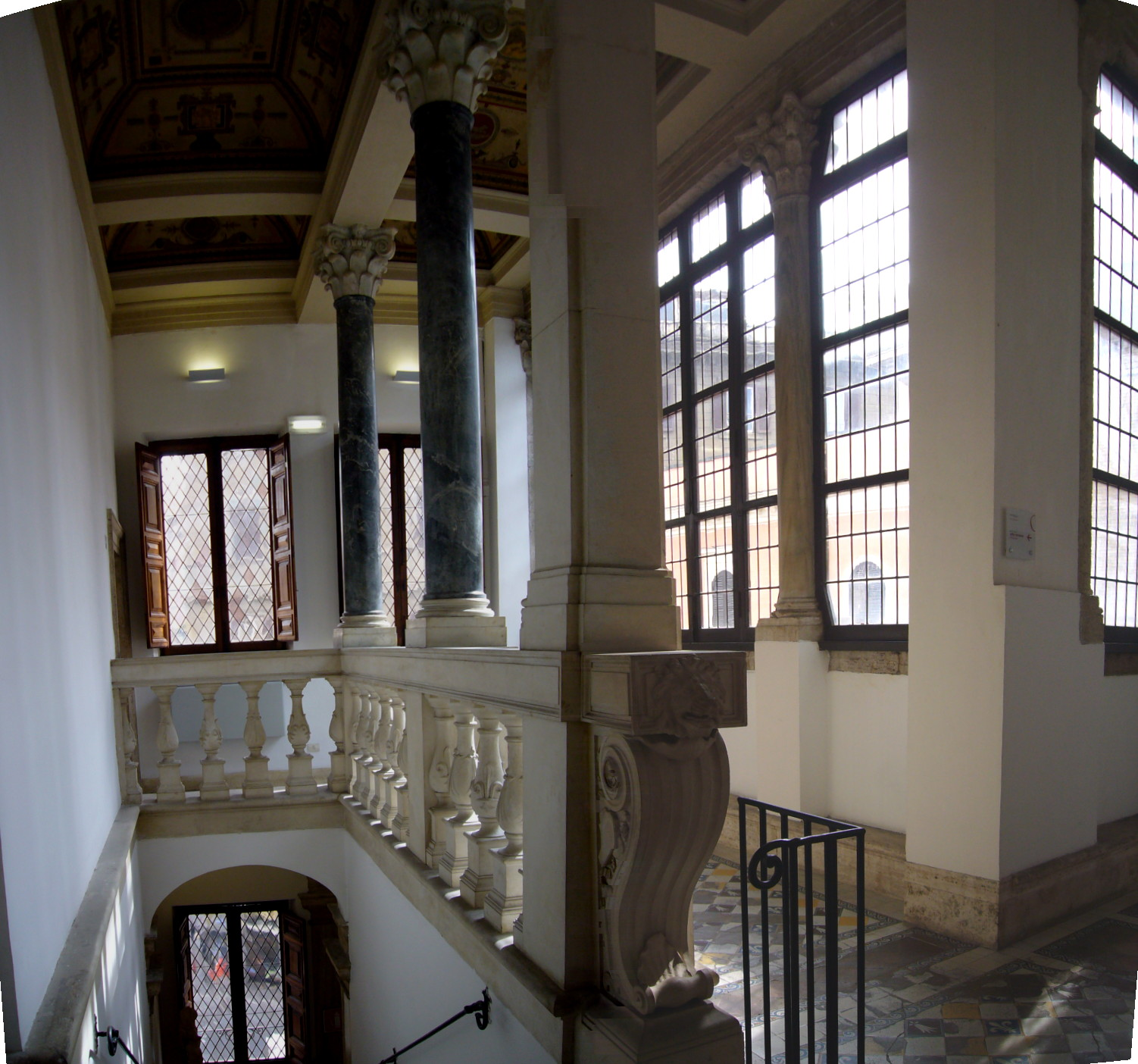
Сходи музею
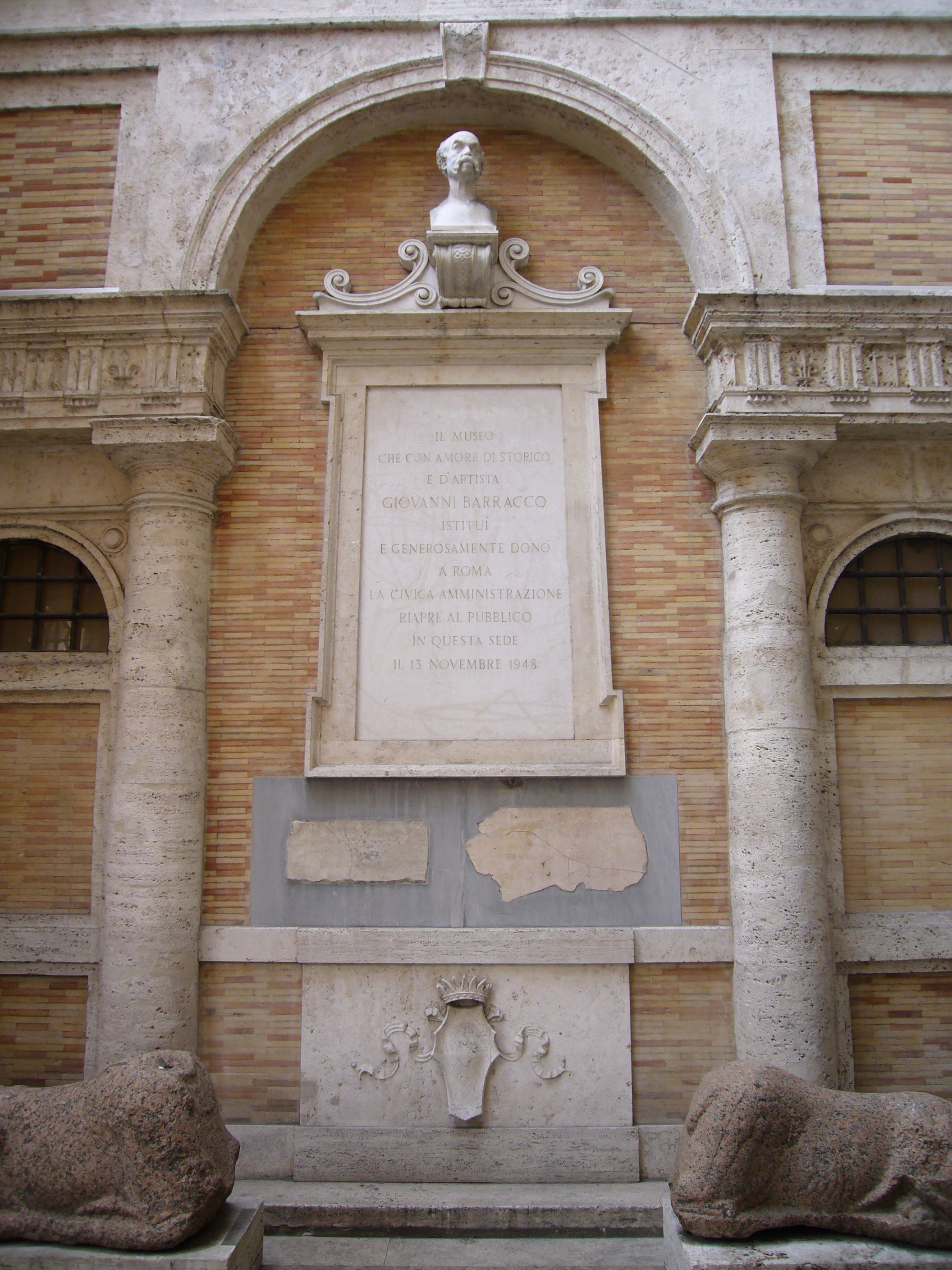
Декор у внутрішньому дворику

## Фонди музею
Музей створений на базі приватної колекції заможного володаря. Тому фонди несуть відбиток його колекціонерських зацікавлень, колекціонерських недоліків і вдалих придбань. Декотрий час барон цікавився артефактами Стародавнього Єгипту і ця частина колекцій відкриває нині експозиції. Але одна приватна особа не була в змозі зібрати настільки репрезентативну колекцію, котра би давала розгорнуту картину мистецтва такої довготривалої цивілізації, як Єгипет доби фараонів. Тому збірки Джованні Баракко поступаються кількістю і якістю багатьом іншим музеям з відділками мистецтва Стародавнього Єгипту (Британського музею, Лувра, міста Турина тощо). Досить мало експонатів з Месопотамії та творів етрусків. Дві окремі галузі — оригінали давньогрецьких майстрів з територій Греції та Італії (так звана Велика Греція), а також збірка копій давньоримських майстрів з грецьких оригіналів. Як і більшість приватних колекціонерів кінця 19 ст. Джованні Баракко не оминув давньогрецьку кераміку, що теж в експозиції. Окрема частина збірки — артефакти з острова Кіпр, що був перехрестям різних культур впродовж декількох тисячоліть.
В експозиції передано чотириста експонатів з фонду, загальна кількість музейних зал лише дев'ять.

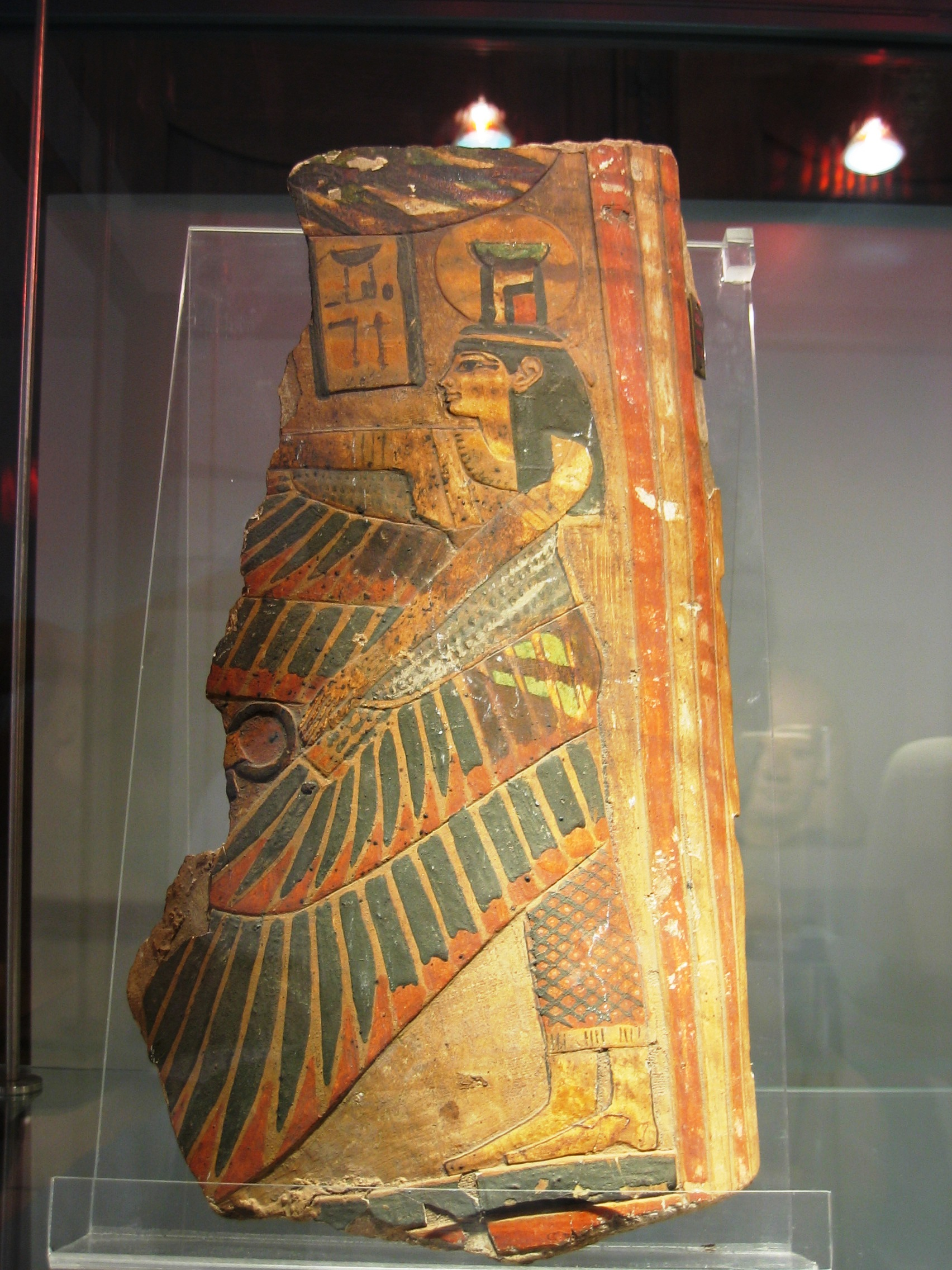
Уламок єгипетського саркофага
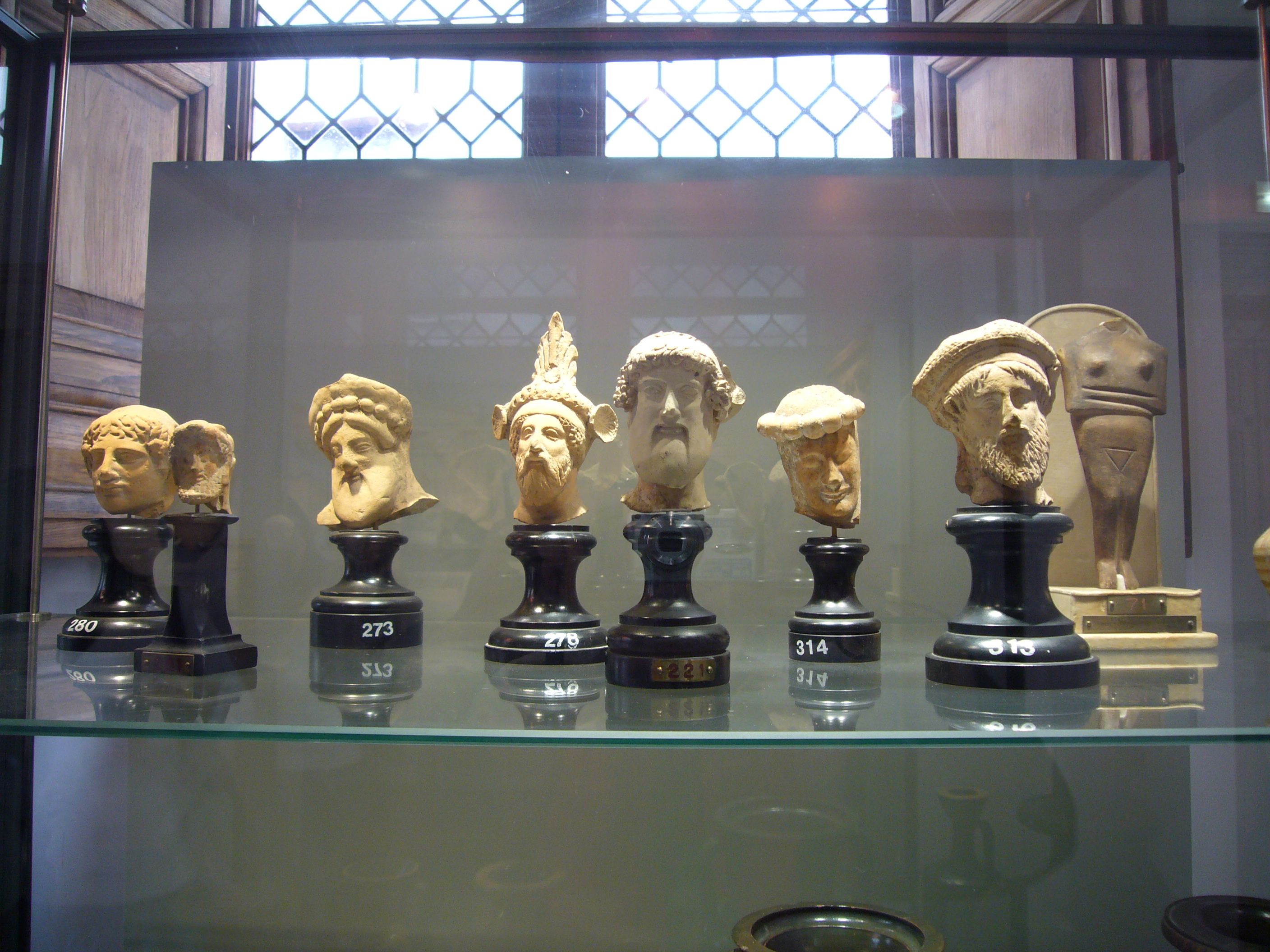
Скульптури, знайдені на території Великої Греції у Італії
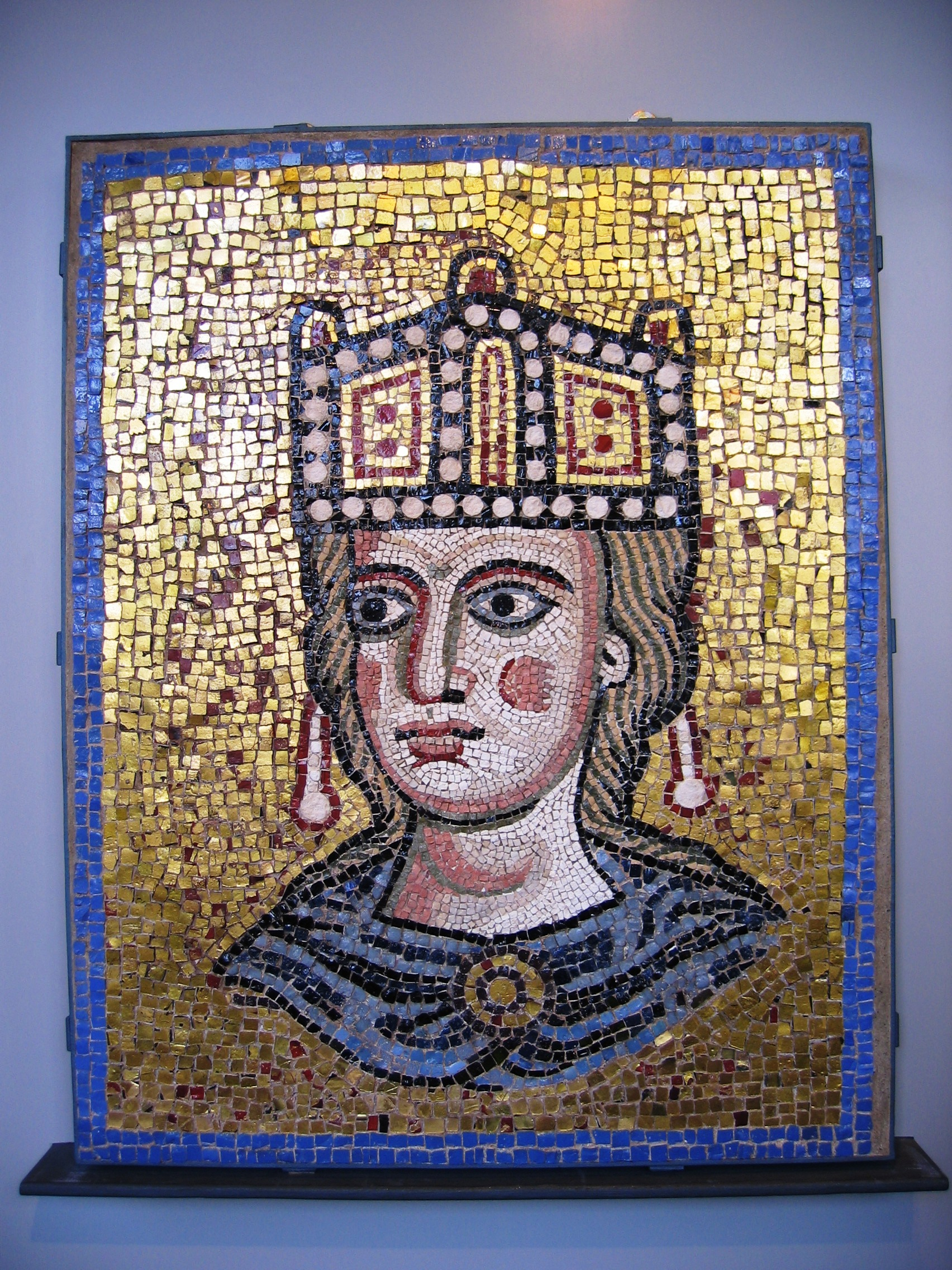
Мозаїка 12 століття. Колись прикрашала інтер'єр собору св. Петра до його перебудови за проектом Донато Браманте.
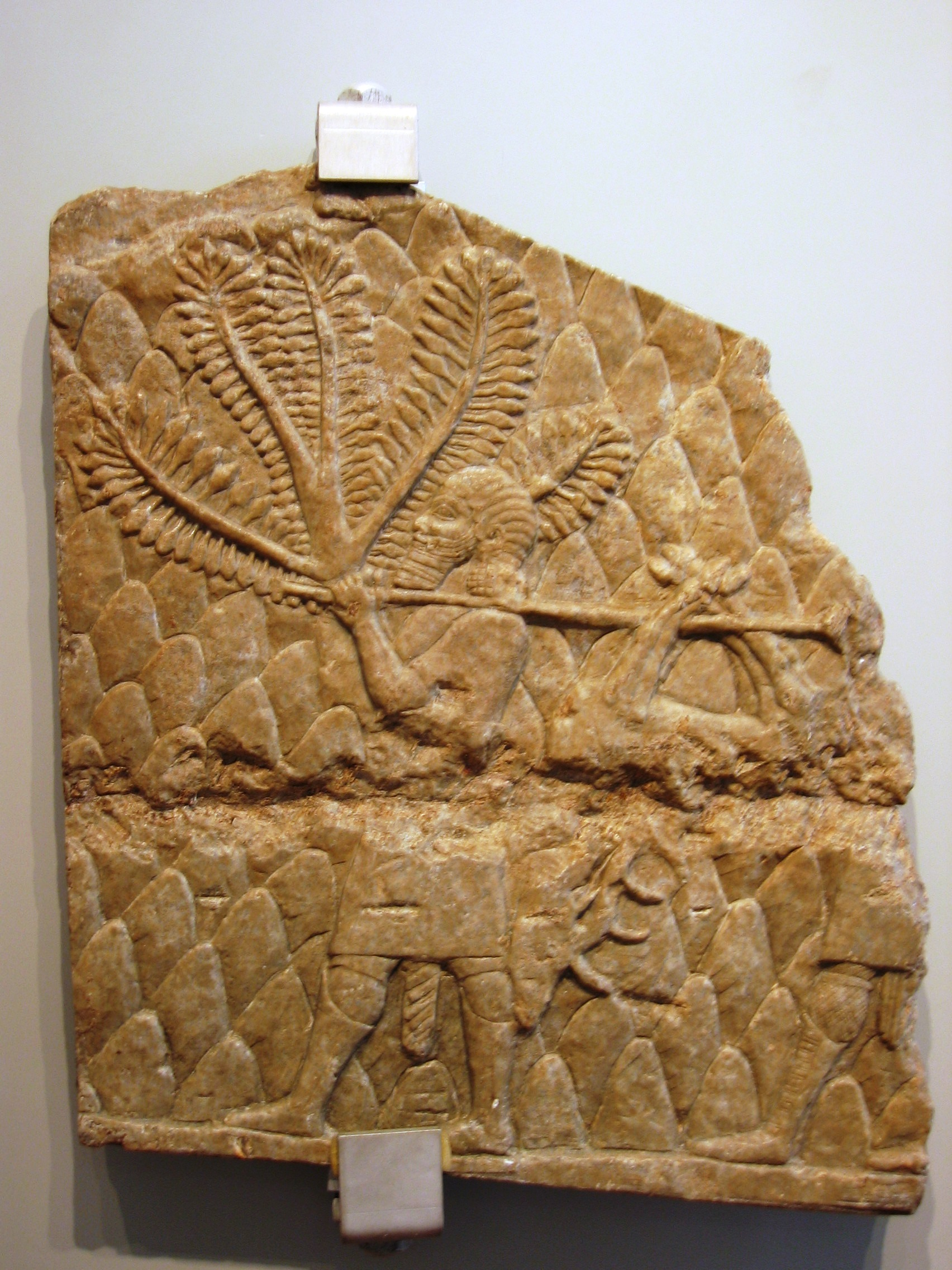
Кам'яний рельєф з палацу в Ніневії
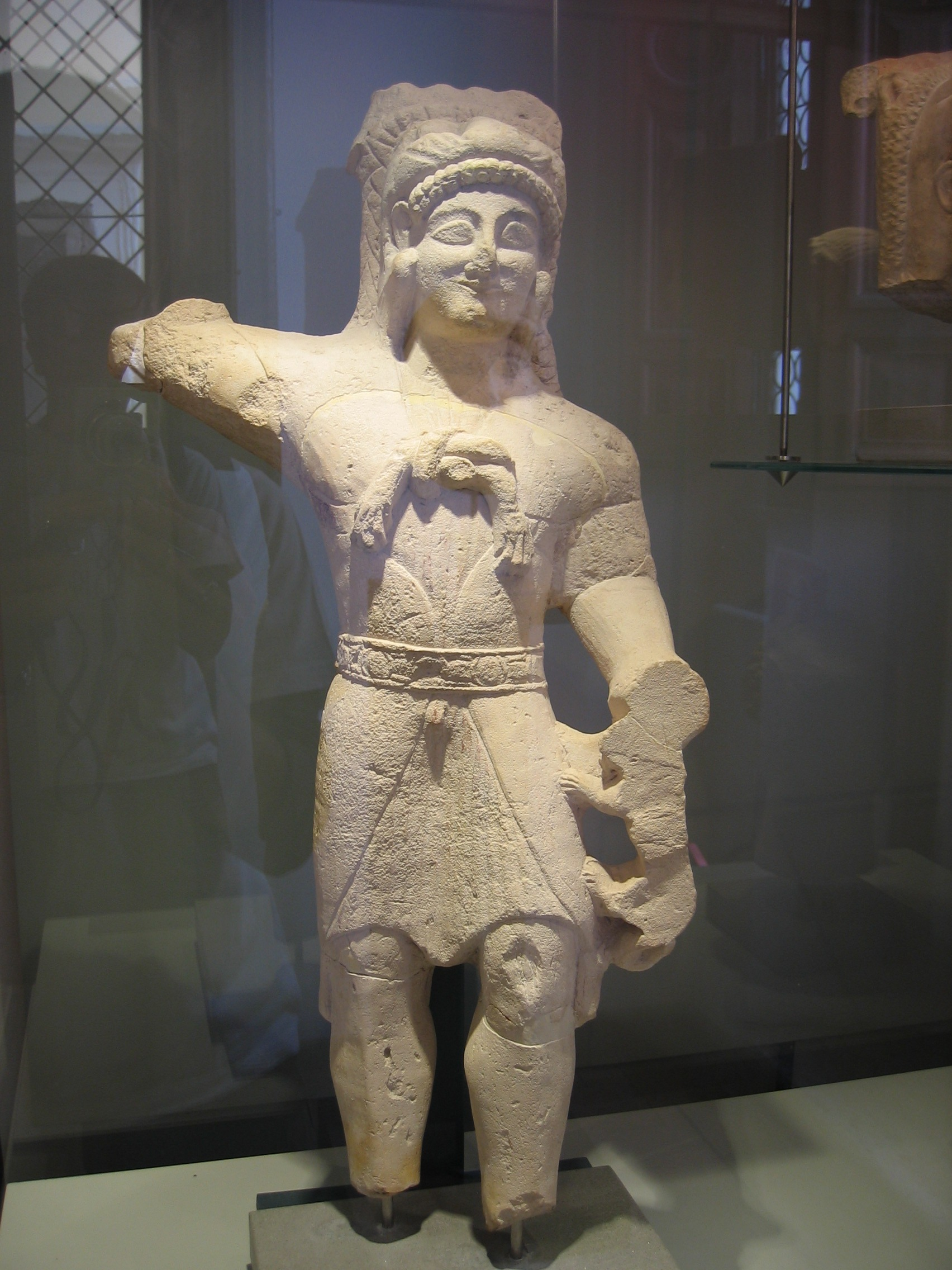
Геракл, 5 ст. до н.е., з Кіпра
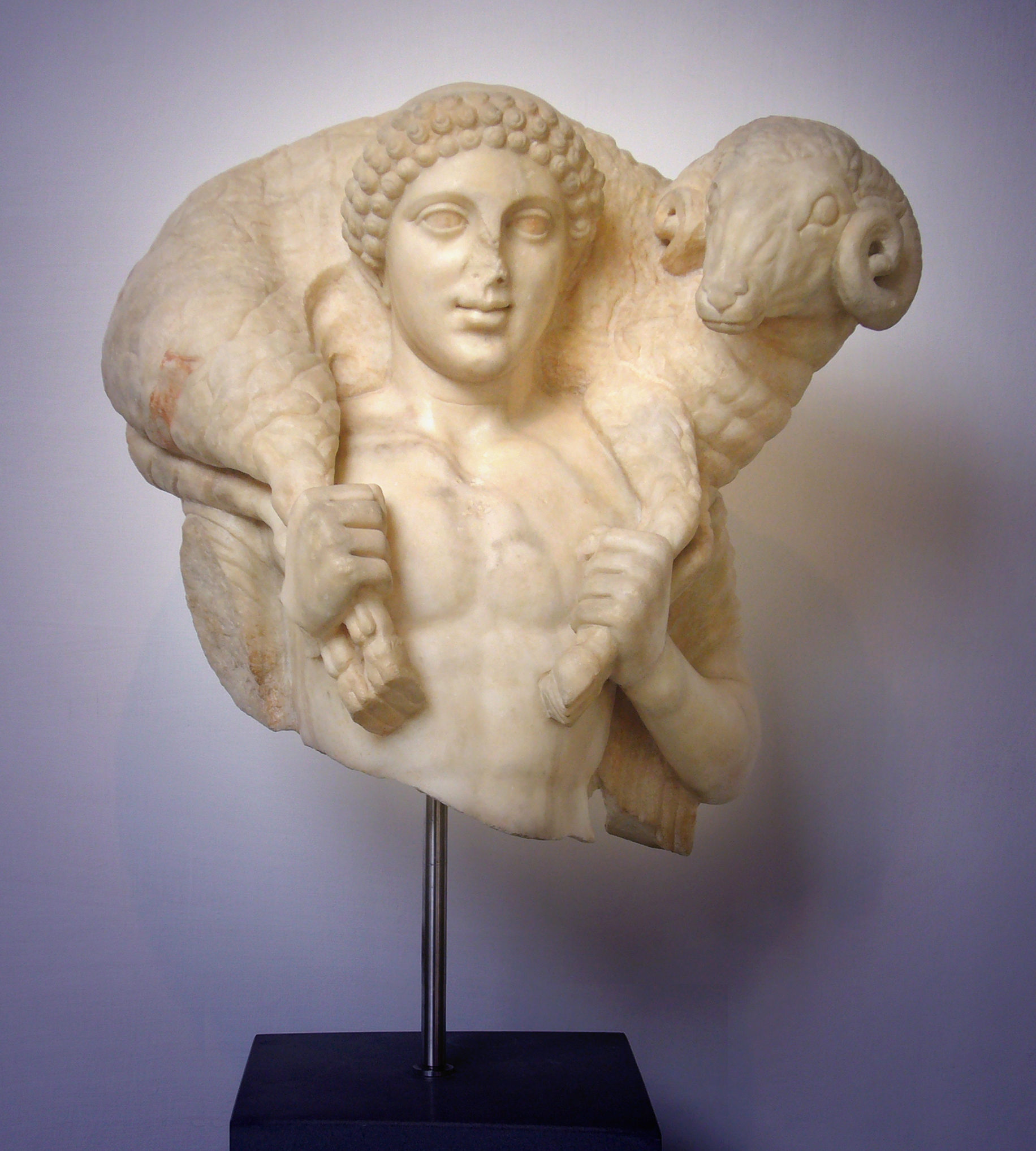
Гермес з бараном, римська копія з давньогрецького оригінала
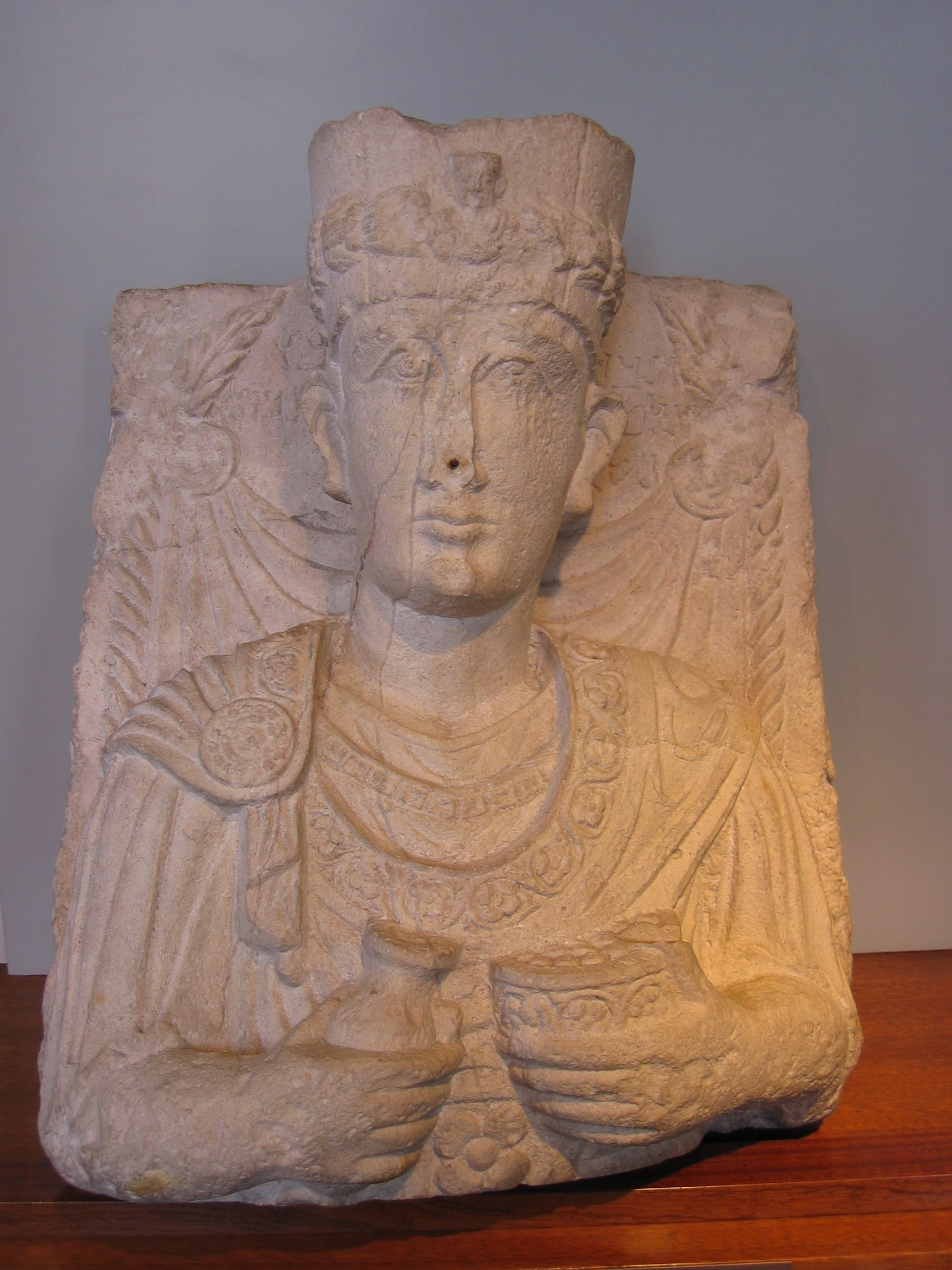
Зразок надгробкової скульптури з Пальміри римського періоду
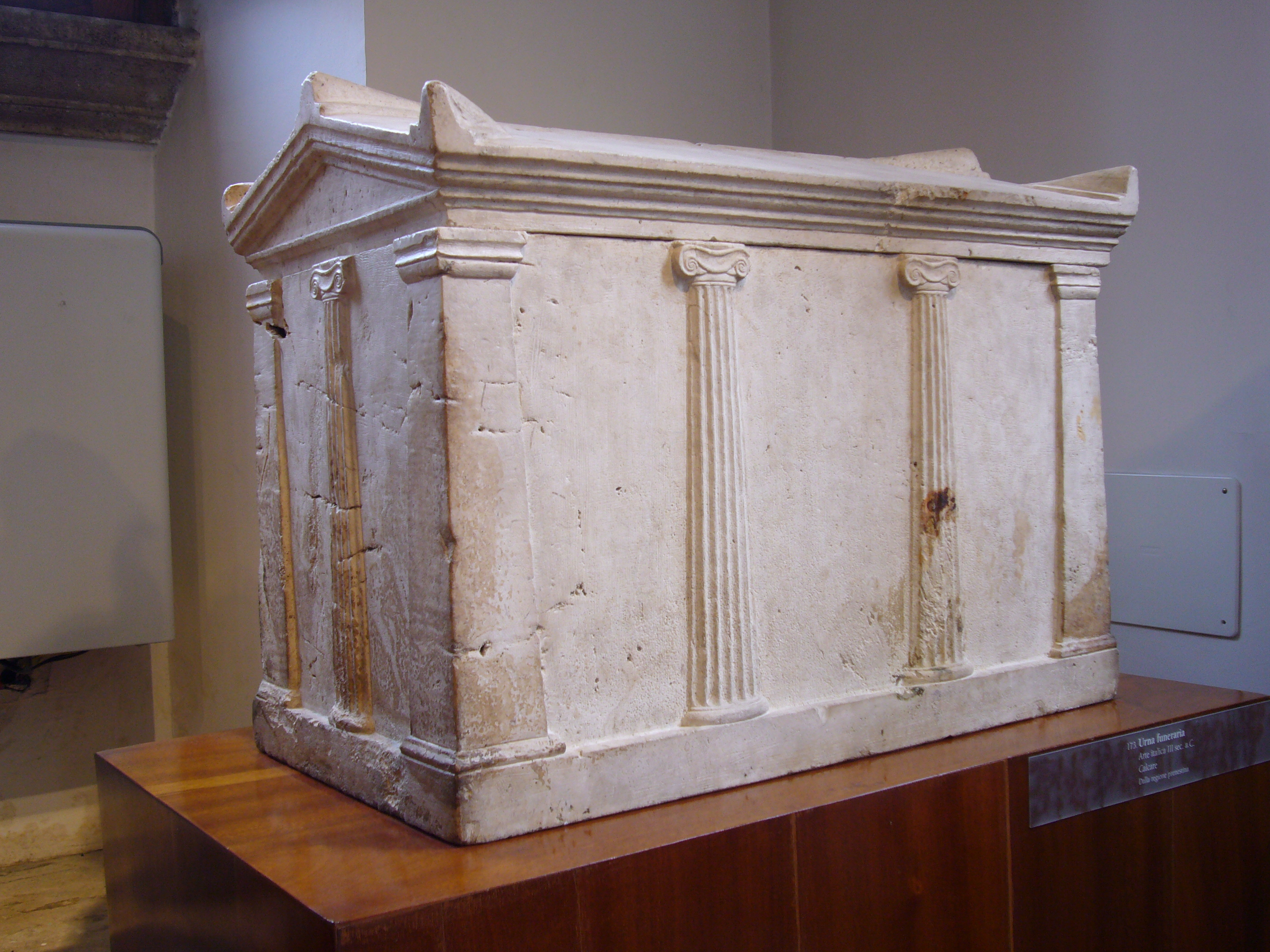
Кам'яна поховальна урна з архітектурним декором, розкопки в Пренесте, 3 ст. н.е.
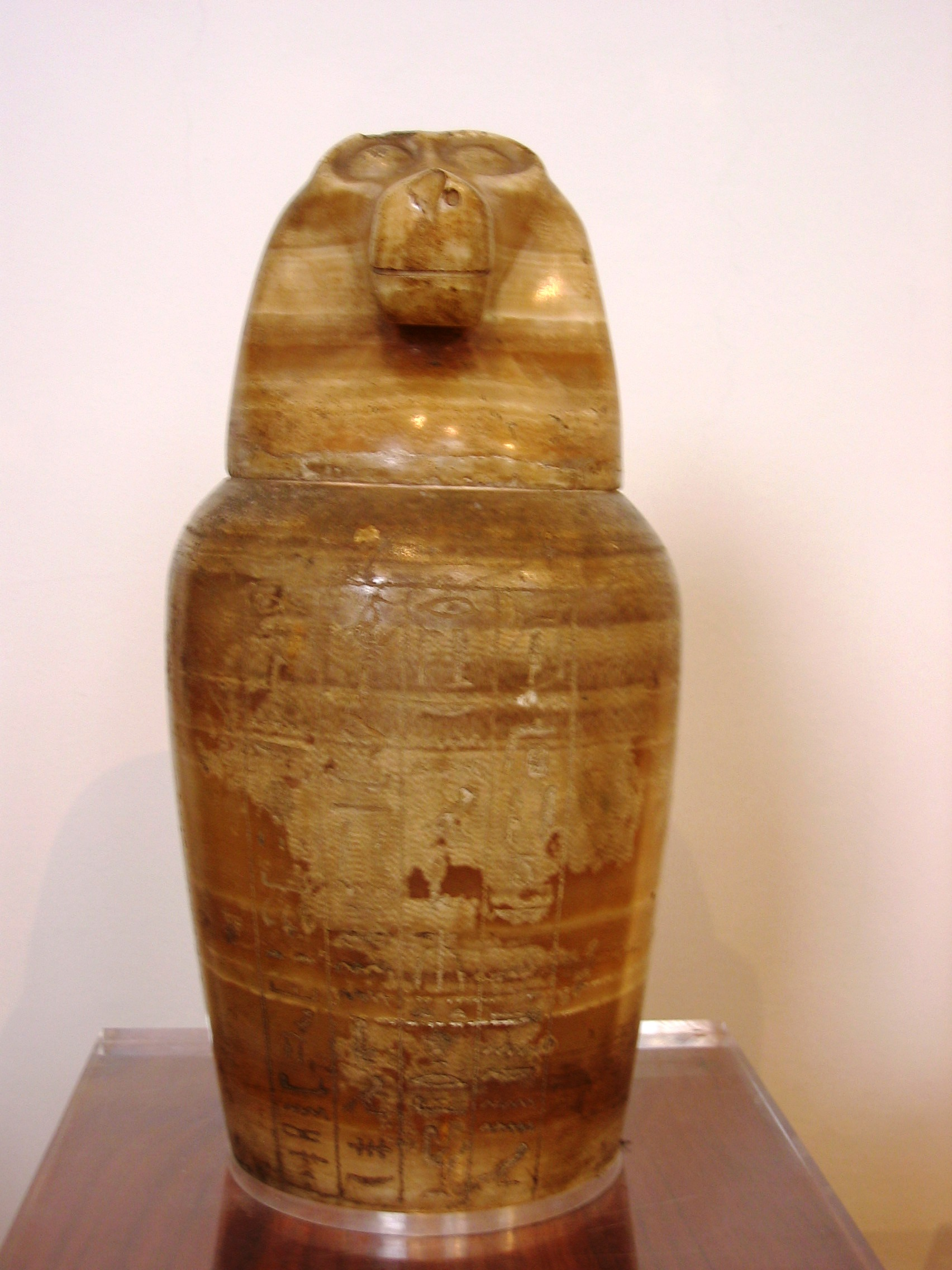
Канопа з поховання з голівкою мавпи, 24 династія, Стародавній Єгипет
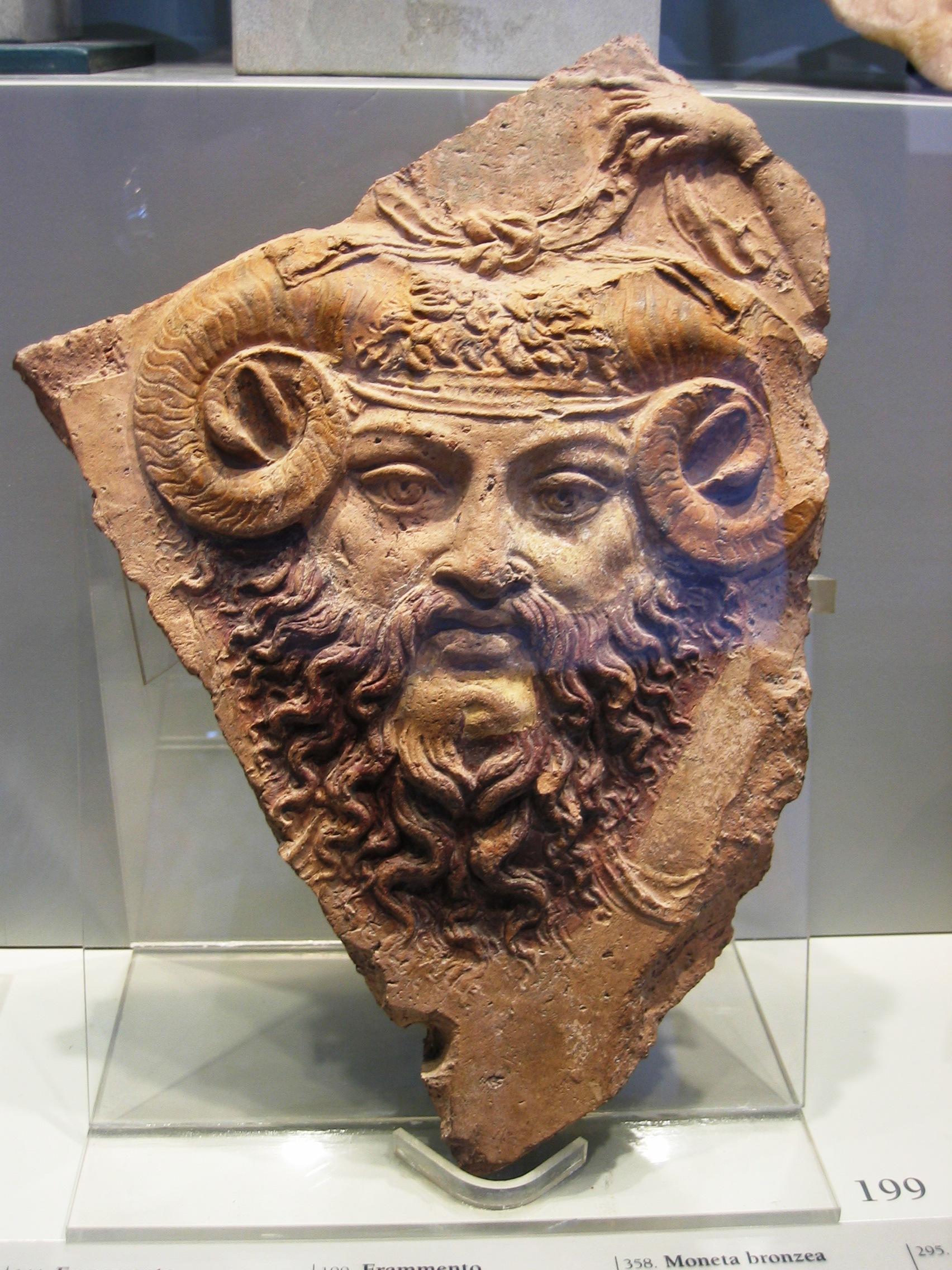
Уламок рельєфу, розфарбована теракота 1 ст. до н.е.